# جیگ
جیگ (ایرلندی: بندر) یک رقص فولکلور پر جنب‌وجوش است. جیگ در انگلستان قرن شانزدهم توسعه یافت و به سرعت در قاره اروپا پخش شد و در نهایت به جنبش نهایی مجموعه رقص بالغ باروک تبدیل شد (فرانسوی، ایتالیایی و اسپانیایی). امروزه بیشتر با موسیقی رقص ایرلندی، رقص کشور اسکاتلند و مردم متی در کانادا ارتباط دارد.
جیگ یک رقص رقابتی است.